# Região do Alto Tietê

Localização do Alto Tietê.

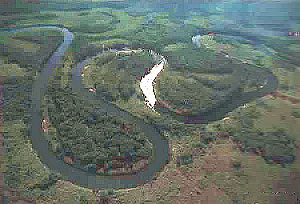
Trecho do Rio Tietê em Poá.

Alto Tietê é uma região geográfica localizada no entorno do Rio Tietê, por isso, o nome é oriundo da localização geográfica das cidades. O Rio Tietê tem sua nascente no município de Salesópolis, percorrendo parte dos municípios da região antes de chegar a capital paulista.
Os municípios da região são: Arujá,  Biritiba Mirim, Ferraz de Vasconcelos, Guararema, Guarulhos, Itaquaquecetuba, Mogi das Cruzes, Poá, Salesópolis, Santa Isabel e Suzano, totalizando mais de 2.903.000 habitantes.
Todos os seus municípios pertencem à Região Metropolitana de São Paulo e estão inseridos na Região Geográfica Imediata de São Paulo.
O Alto Tietê possui uma produção variada e riquíssima, que vai desde artigos manufaturados até verduras e legumes, passando pelas flores e pela água que abastece milhares de pessoas na região e na zona leste paulistana. Na região há polos industriais e estâncias turísticas.

## Municípios
Arujá

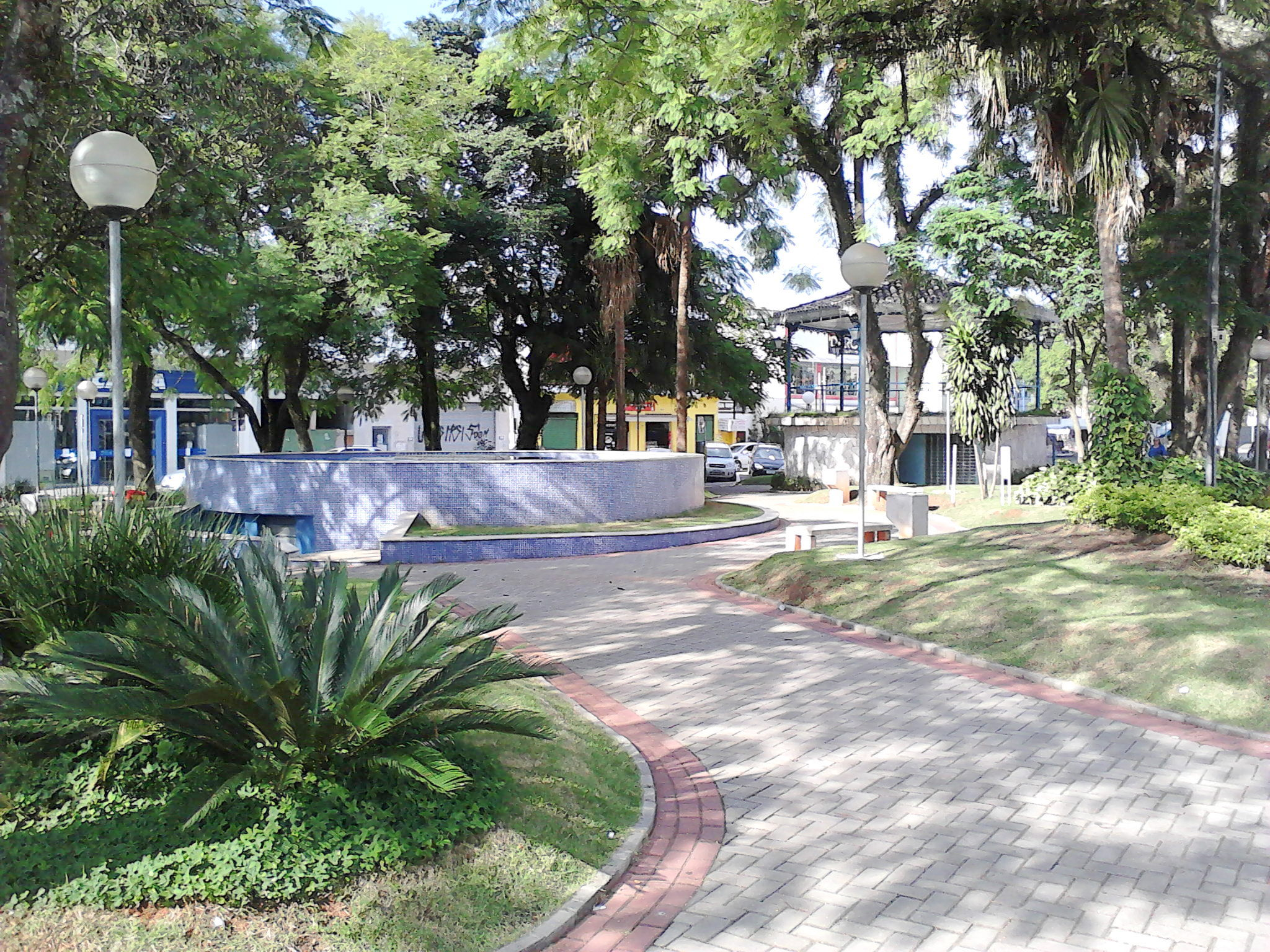
Praça do Coreto em Arujá

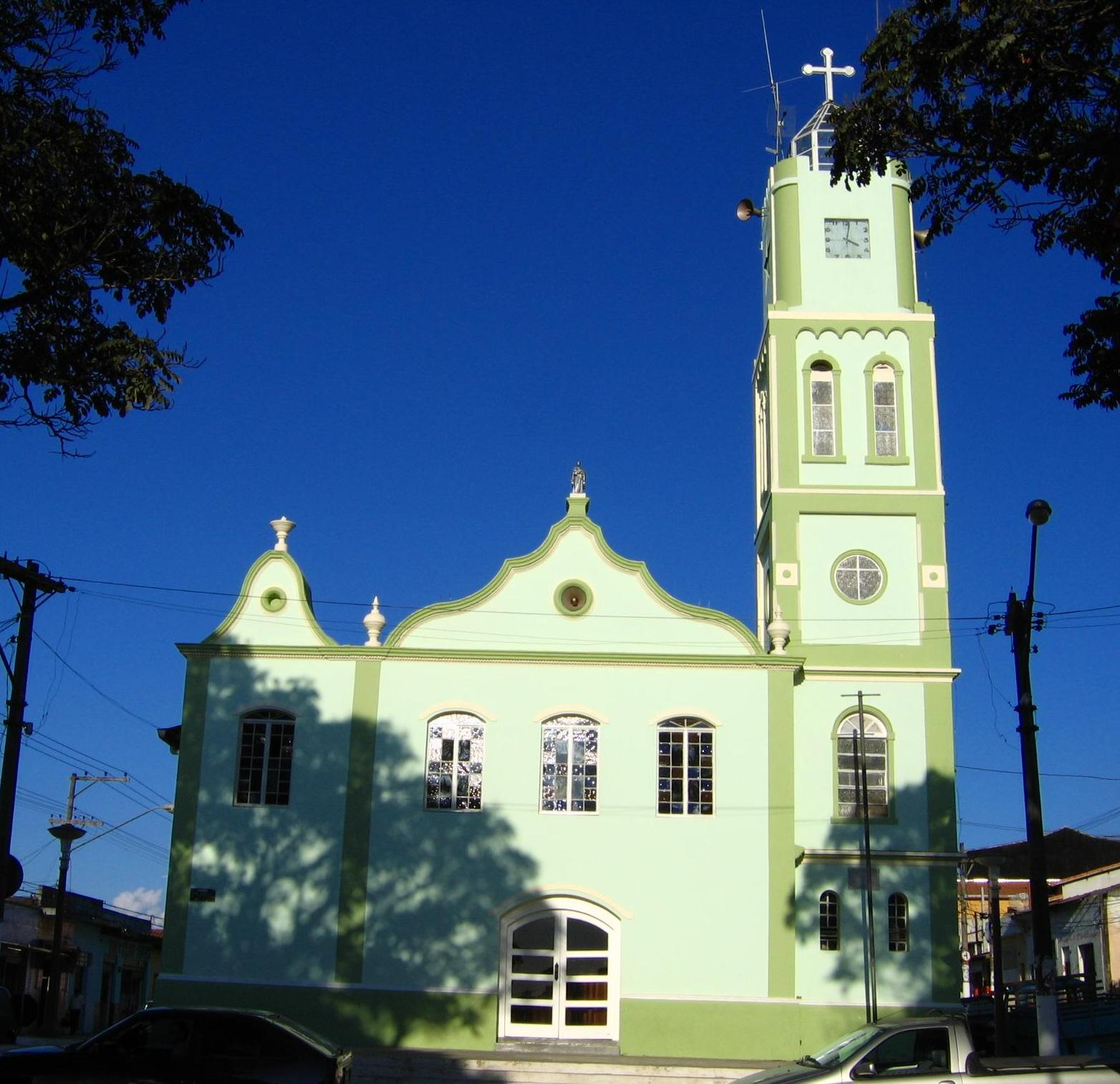
Igreja Matriz de Biritiba Mirim.

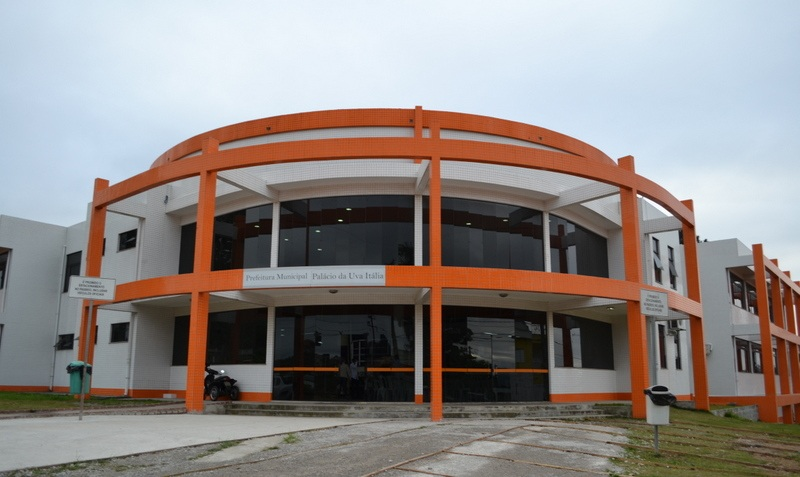
Palácio da Uva Itália - Prefeitura Ferraz de Vasconcelos

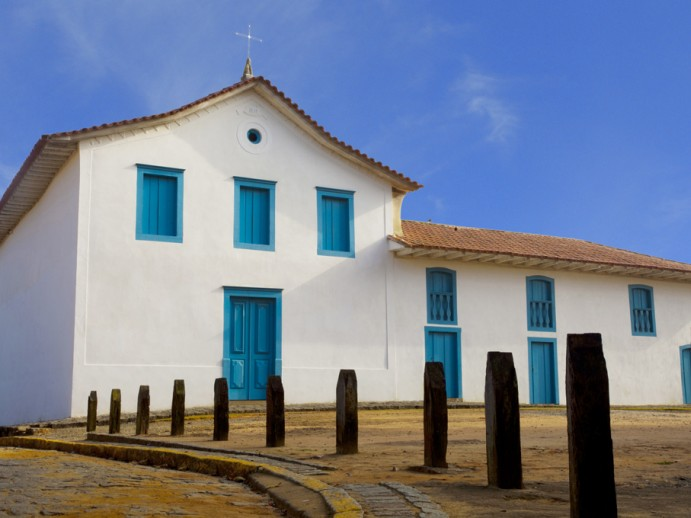
Igreja Freguesia da Escada, em Guararema.

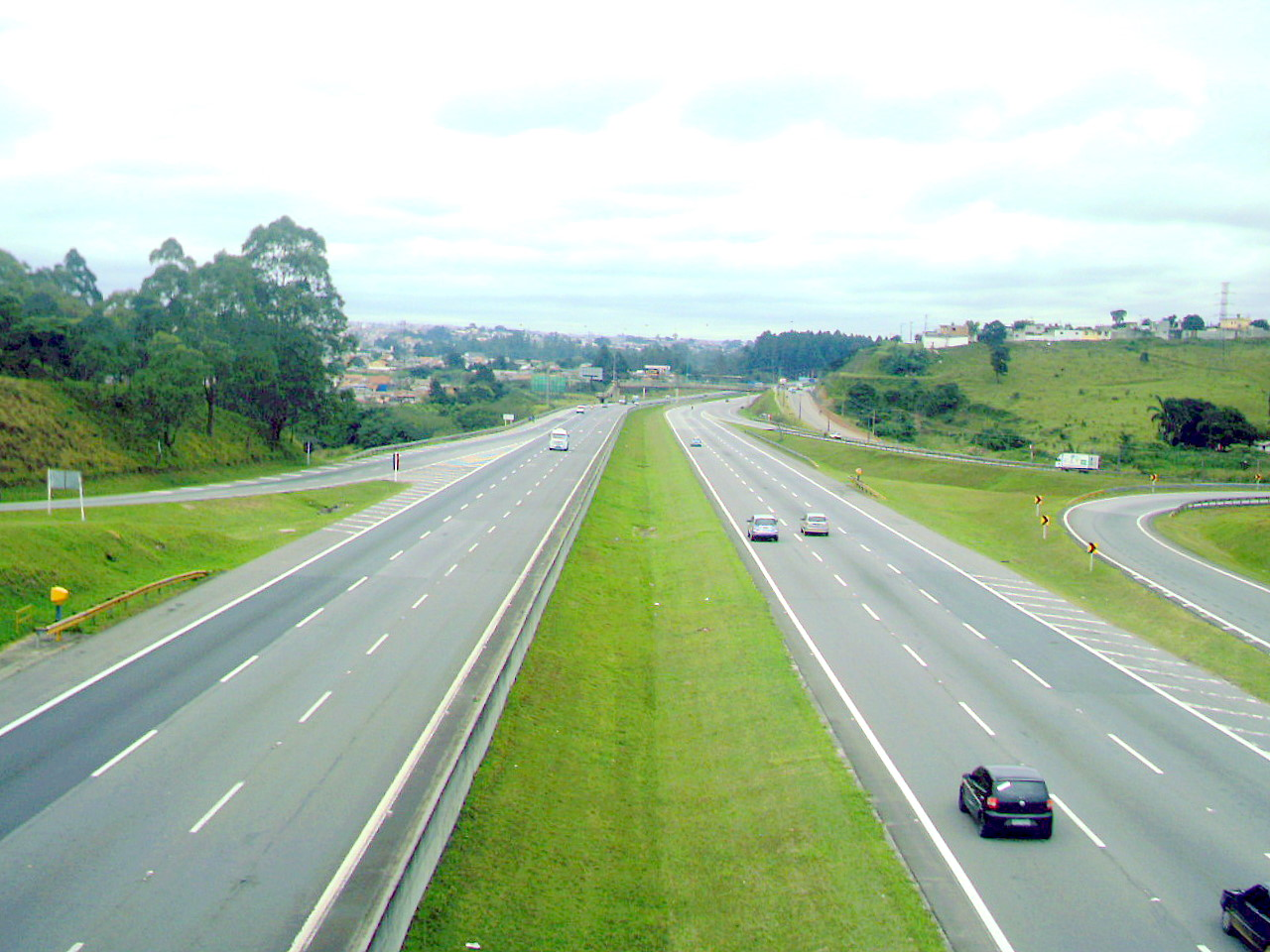
Rodovia Ayrton Senna, em Itaquaquecetuba.

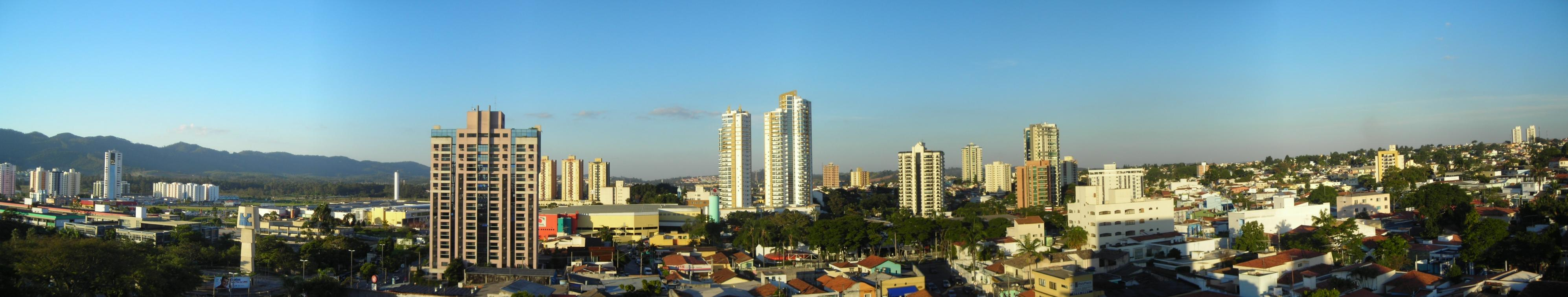
Panorâmica do bairro do Socorro, em Mogi das Cruzes.

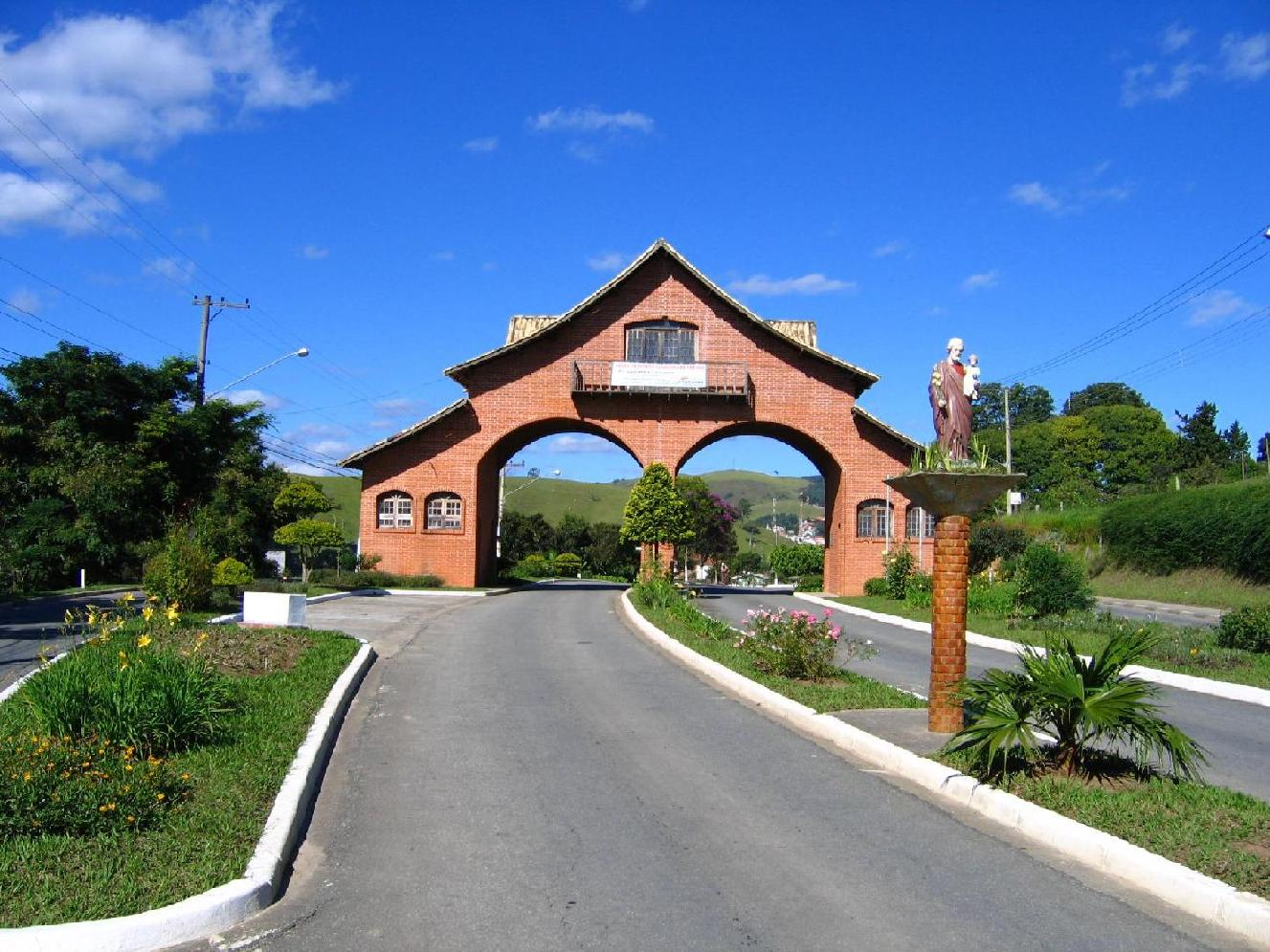
Entrada de Salesópolis.

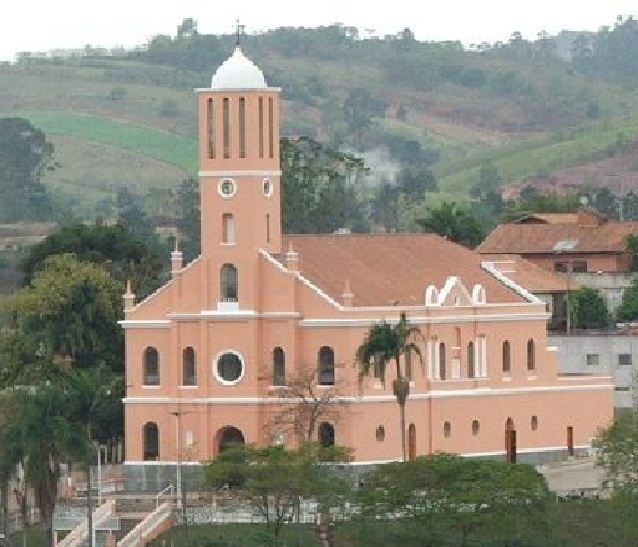
Igreja Matriz de Santa Isabel.

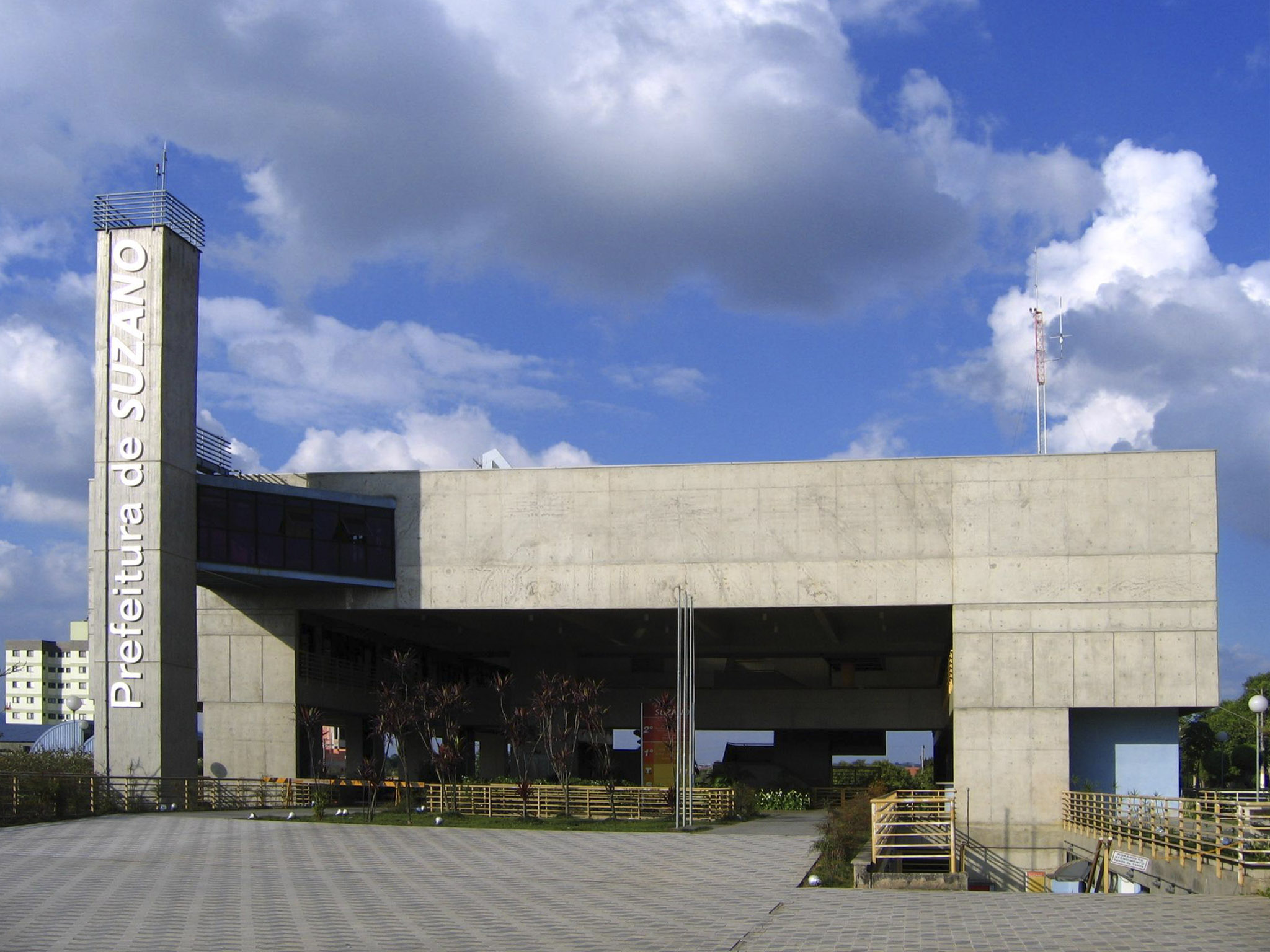
Paço Municipal de Suzano.

Emancipou-se de Santa Isabel em 18 de fevereiro de 1959. 52% de seu território é considerado área de proteção de mananciais. Na cidade a preservação ambiental é bastante acentuada e visível, como em todos municípios limítrofes da região metropolitana. É conhecida como "Cidade Natureza". Está em processo de industrialização, em parte devido a proximidade de Guarulhos, que detém um dos dez maiores parques industriais do país.
Biritiba Mirim
Biritiba Mirim, em tupi, significa lugar pequeno onde nascem muitos biris. Se emancipou de Mogi das Cruzes em 1963. A cidade é servida amplamente por diversos rios, incluindo o Tietê. Apresenta alto grau de mata nativa da Mata Atlântica. É um dos "pulmões" da Grande São Paulo. Destaque para presença de imigrantes japoneses, vindo a partir de 1929 que até hoje, atuam no ramo hortifrutigranjeiro.
Ferraz de Vasconcelos
Ferraz de Vasconcelos tornou-se cidade em 30 de dezembro de 1953, quando foi emancipada de Poá. Antes disso, era um distrito de nome homônimo. O nome da cidade deriva do engenheiro José Ferraz de Vasconcelos. É uma homenagem póstuma ao profissional da Central do Brasil que ajudou a implantar a estação de trem do município. Foi pioneira na produção comercial da uva Itália no Brasil, trazidas pelo engenheiro agrônomo Luciano Poletti e produzida em escala pelo imigrante Sussumu Ussui. Hoje, Ferraz celebra anualmente a Festa da Uva Fina, o evento já conta com mais de 40 edições e inclui shows, atividades culturais, concurso da Rainha da Festa da Uva e promove a economia local e o turismo.
Guararema
Elevada a condição de município em 1906, Guararema tem um clima considerado por muitos como ótimo, muitas belezas naturais, e arquitetura histórica. Tudo isso confere à Guararema vocação turística. Um dos destaques da cidade é a Pedra Montada, no Parque Municipal da cidade.
Guarulhos
É a cidade não capital de estado mais populosa do Brasil e é considerada a 12ª cidade mais rica do Brasil. Em 2016, registrou um Produto Interno Bruto (PIB) na ordem de 53,9 bilhões de reais, o que representou mais de 1% de todo PIB brasileiro na época. além de deter o 4º maior produto interno bruto (PIB) de seu estado e o 12º maior do país.
Itaquaquecetuba
É uma das cidades mais populosas do Brasil, mais precisamente a 63ª. Pela cidade passa o Trópico de Capricórnio. A cidade possui forte vocação industrial, por causa de sua localização geográfica, por onde passam  rodovias como a SP-56, SP-66 e rodovia Ayrton Senna e a proximidade com outros grandes centros urbanos como a capital e Guarulhos. É município desde 1953, quando se emancipou de Mogi das Cruzes. Destaque também para o Parque Ecológico do Tietê no qual divide com os dois municípios citados anteriormente.
Mogi das Cruzes
É a cidade mais populosa do Alto Tietê, 15ª de São Paulo. Recebeu e recebe forte influência japonesa. No últimos anos teve um crescimento econômico acentuado, com a chegada de novas empresas. Mogi das Cruzes alternou pobreza e progresso, como passagem e pouso de viajantes e é hoje centro administrativo do Alto Tietê. Suzano, Poá, Ferraz e Itaquaquecetuba, foram seus distritos no passado. Destaque para o "cinturão verde", que concentra a maior produção de hortifrutigranjeiros do país, as universidades UMC e UBC, setor de comércio e serviços dinâmicos e grande parque industrial. Hoje rivaliza com Suzano no qual foi seu bairro. Contém um Shopping de médio porte que contém sete salas de cinema.
Poá
Emancipou-se de Mogi das Cruzes em 1949. É uma das estâncias do estado de São Paulo. Da Fonte Áurea é retirada a Água Mineral Poá, que é comercializada em todo o país e que é considerada a mais radioativa água mineral do Brasil. Recebeu o título de estância hidromineral em 1970 e posteriormente, 1978, de estância turística. É um dos municípios com menor território no estado, mesmo assim possui vantagem geográfica por estar localizado bem ao centro do Alto Tietê em relação à Capital. Tem a exposição de flores Expoá e uma forte vocação econômica para serviços, com mais de 20.000 empresas do tipo instaladas na cidade, atraídas por uma das menores alíquotas de ISS do estado, 2%.
Salesópolis
A natureza deu a Salesópolis a nascente do Rio Tietê. A maior parte do território do município é protegido por leis de proteção ambiental. Ali não são permitidas indústrias. Por ter tantas qualidades naturais foi classificada também como estância turística. O nome da cidade, que se emancipou em 1857, é uma homenagem ao presidente Campos Sales. Pela região passava a Rota do Sal, traficado para burlar o monopólio real e havia movimentado comércio de índios e escravos negros. A localização  "dentro" da Serra do Mar -, o clima, suas belezas naturais, seu manancial de águas fazem de Salesópolis um pólo turístico de inestimável valor.
Santa Isabel
Santa Isabel foi sendo formada indiretamente pela corrida do ouro, no século XVIII. A cidade possui vocação agrícola, pecuária e avícola. Possui uma população flutuante 15.000 habitantes nos feriados e fins de semana, atraídas por chácaras e sítios da zona rural da cidade, que oferecem as belezas naturais da cidade. O município encontra-se na microrregião de Guarulhos. Por se tratar de uma cidade que tem mais de 80% de seu território em áreas de preservação de mananciais, quase não possui indústrias, por outro lado, seu potencial turístico é muito vasto. Lá nasce o Rio Jaguari, rio que nomeia a represa que corta além da cidade, as cidades de Igaratá e Jacareí.
Suzano
O nome da cidade também é uma homenagem a um engenheiro da Central do Brasil, Joaquim Suzano Brandão, que trouxe melhorias para a estação de trem da cidade. Se emancipou de Mogi das Cruzes em 1949. A cidade possui grandes indústrias, entre elas a multinacional Suzano Papel e Celulose, que divulga o nome da cidade no Brasil e no exterior, além de responder sozinha por 45% da arrecadação de ICMS da cidade. Destaque também para o esporte no município - como o time do Ecus - e o cultivo de flores. Tem o segundo maior PIB per capita do Alto Tietê.

## Economia
A região vem experimentando altas taxas de crescimento econômico. Entre 2004 e 2014, o seu produto interno bruto (PIB) aumentou em R$ 27 bilhões. Em 2016, o PIB da região ultrapassou os R$ 43,58 bilhões, e das 10 cidades que compõem o Alto Tietê, 6 estão entre as 100 mais ricas do Estado de São Paulo.

## Integração política
Em 2010, foi fundado o Consórcio de Desenvolvimento dos Municípios do Alto Tietê (CONDEMAT), em substituição a Associação dos Municípios do Alto Tietê (AMAT), sendo composto pelos 10 municípios da região e a cidade de Guarulhos, visando a integração administrativa, econômica e social, o desenvolvimento político-administrativo através do planejamento microrregional e prestação de assistência técnica e serviços nas diversas áreas de ação das administrações municipais.

## Infraestrutura e Transportes
O Alto Tietê é servido por duas linhas de trens, a Linha 11–Coral e a Linha 12–Safira, e também conta com o serviço de ônibus intermunicipais da EMTU que conectam os municípios entre si, e fazem ligação também com a Capital, Guarulhos e o Grande ABC.
É servido também pelas rodovias Presidente Dutra, Ayrton Senna, Henrique Eroles / João Afonso de Souza Castellano, Alberto Hinoto, Índio Tibiriçá e pelo Rodoanel Governador Mário Covas.

## Listas
Listas de municípios do Alto Tietê:
|    | Município             | População |
| -- | --------------------- | --------- |
| 1  | Mogi das Cruzes       | 449.955   |
| 2  | Itaquaquecetuba       | 369.275   |
| 3  | Suzano                | 307.364   |
| 4  | Ferraz de Vasconcelos | 179.205   |
| 5  | Poá                   | 103.765   |
| 6  | Arujá                 | 86.678    |
| 7  | Santa Isabel          | 53.174    |
| 8  | Guararema             | 31.236    |
| 9  | Biritiba Mirim        | 29.676    |
| 10 | Salesópolis           | 15.202    |

|    | Município             | Área (km²) |
| -- | --------------------- | ---------- |
| 1  | Mogi das Cruzes       | 712,541    |
| 2  | Salesópolis           | 424,997    |
| 3  | Santa Isabel          | 363,332    |
| 4  | Biritiba Mirim        | 317,406    |
| 5  | Guararema             | 270,816    |
| 6  | Suzano                | 206,236    |
| 7  | Arujá                 | 96,167     |
| 8  | Itaquaquecetuba       | 82,622     |
| 9  | Ferraz de Vasconcelos | 29,547     |
| 10 | Poá                   | 17,264     |

|    | Município             | Densidade (hab./km²) |
| -- | --------------------- | -------------------- |
| 1  | Ferraz de Vasconcelos | 6.065,08             |
| 2  | Poá                   | 6.010,48             |
| 3  | Itaquaquecetuba       | 4.469,45             |
| 4  | Suzano                | 1.490,35             |
| 5  | Arujá                 | 901,33               |
| 6  | Mogi das Cruzes       | 631,48               |
| 7  | Santa Isabel          | 146,35               |
| 8  | Guararema             | 115,34               |
| 9  | Biritiba Mirim        | 93,50                |
| 10 | Salesópolis           | 35,77                |

|    | Município             | IDH   |
| -- | --------------------- | ----- |
| 1  | Arujá                 | 0,784 |
| 2  | Mogi das Cruzes       | 0,783 |
| 3  | Poá                   | 0,771 |
| 4  | Suzano                | 0,765 |
| 5  | Santa Isabel          | 0,738 |
| 6  | Ferraz de Vasconcelos | 0,738 |
| 7  | Salesópolis           | 0,732 |
| 8  | Guararema             | 0,731 |
| 9  | Itaquaquecetuba       | 0,714 |
| 10 | Biritiba Mirim        | 0,712 |

|    | Município             | PIB (R$)      |
| -- | --------------------- | ------------- |
| 1  | Mogi das Cruzes       | 7.708.697 mil |
| 2  | Suzano                | 5.295.159 mil |
| 3  | Itaquaquecetuba       | 2.546.803 mil |
| 4  | Poá                   | 2.094.499 mil |
| 5  | Arujá                 | 1.501.587 mil |
| 6  | Ferraz de Vasconcelos | 1.381.028 mil |
| 7  | Santa Isabel          | 619.356 mil   |
| 8  | Guararema             | 371.971 mil   |
| 9  | Biritiba Mirim        | 223.760 mil   |
| 10 | Salesópolis           | 125.849 mil   |

|    | Município             | PIB per capita (R$) |
| -- | --------------------- | ------------------- |
| 1  | Arujá                 | 19.017              |
| 2  | Suzano                | 18.952              |
| 3  | Poá                   | 18.866              |
| 4  | Mogi das Cruzes       | 18.064              |
| 5  | Guararema             | 14.024              |
| 6  | Santa Isabel          | 13.278              |
| 7  | Ferraz de Vasconcelos | 8.105               |
| 8  | Salesópolis           | 7.916               |
| 9  | Biritiba Mirim        | 7.660               |
| 10 | Itaquaquecetuba       | 7.245               |

## Nota
A inclusão de Guarulhos no Alto Tietê não é corriqueira, mesmo sempre tendo pertencido a região. Essa separação é motivada talvez porque a conurbação de Guarulhos com seus vizinhos não é tão forte, e em razão do seu tamanho; a cidade não é tão interdependente das outras cidades. Por isso, muitas vezes, quando se refere ao Alto Tietê, não se considera Guarulhos. É o caso da TV Diário, afiliada da Rede Globo de Televisão sediada em Mogi das Cruzes, que transmite seu sinal para todos os municípios do Alto Tietê, com exceção a Guarulhos, embora já se tenha cogitado a inclusão dessa cidade na sua área de cobertura.
De acordo com o Consórcio de Desenvolvimento dos Municípios do Alto Tietê (CONDEMAT), também fazem parte da região do Alto Tietê o municípios de Guarulhos, Mairiporã, Igaratá e Santa Branca, incluídos por influência política..